# Scottish Second Division 2006/07
Die Scottish Football League Second Division wurde 2006/07 zum 32. Mal nach Einführung der Premier League als dritthöchste schottische Liga ausgetragen. Zudem war es die zweiunddreißigste Austragung als dritthöchste Fußball-Spielklasse der Herren in Schottland unter dem Namen Second Division. In der Saison 2006/07 traten 10 Vereine in insgesamt 36 Spieltagen gegeneinander an. Jedes Team spielte jeweils viermal gegen jedes andere Team. Bei Punktgleichheit zählte die Tordifferenz.
Die Meisterschaft gewann Greenock Morton, das sich damit gleichzeitig die Teilnahme an der First Division-Saison 2007/08 sicherte. An den Aufstieg-Play-offs nahmen Stirling Albion, die Raith Rovers und Brechin City teil. Der Vizemeister aus Stirling konnte sich in dieser erfolgreich durchsetzen und neben Greenock Morton aufsteigen. In der Relegation um den Verbleib in der Second Division kämpfte vergeblich der FC Stranraer. Absteigen in die Third Division musste zudem Forfar Athletic. Torschützenkönig mit 21 Treffern wurde Iain Russell von Brechin City.

## Statistiken

### Abschlusstabelle
| Pl. | Verein             | Sp. | S  | U | N  | Tore    | Diff. | Punkte |
| --- | ------------------ | --- | -- | - | -- | ------- | ----- | ------ |
| 1.  | Greenock Morton    | 36  | 24 | 5 | 7  | 076:320 | +44   | 77     |
| 2.  | Stirling Albion    | 36  | 21 | 6 | 9  | 067:390 | +28   | 69     |
| 3.  | Raith Rovers       | 36  | 18 | 8 | 10 | 050:330 | +17   | 62     |
| 4.  | Brechin City (A)   | 36  | 18 | 6 | 12 | 061:450 | +16   | 60     |
| 5.  | Ayr United         | 36  | 14 | 8 | 14 | 046:470 | −1    | 50     |
| 6.  | FC Cowdenbeath (N) | 36  | 13 | 6 | 17 | 059:560 | +3    | 45     |
| 7.  | Alloa Athletic     | 36  | 11 | 9 | 16 | 047:700 | −23   | 42     |
| 8.  | FC Peterhead       | 36  | 11 | 8 | 17 | 060:620 | −2    | 41     |
| 9.  | FC Stranraer (A)   | 36  | 10 | 9 | 17 | 045:740 | −29   | 39     |
| 10. | Forfar Athletic    | 36  | 4  | 7 | 25 | 037:900 | −53   | 19     |

Platzierungskriterien: 1. Punkte – 2. Tordifferenz – 3. geschossene Tore – 4. Direkter Vergleich (Punkte, Tordifferenz, geschossene Tore)
| Saison 2006/07 |

| Zum Saisonende 2005/06 |                                   |
| (A)                    | Absteiger aus der First Division  |
| (N)                    | Aufsteiger aus der Third Division |

## Relegation
Teilnehmer an den Relegationsspielen waren der FC Stranraer aus der diesjährigen Second Division, sowie die drei Mannschaften aus der Third Division, FC Arbroath, FC Queen’s Park und FC East Fife. Die Sieger der ersten Runde spielten in der letzten Runde um einen Platz für die folgende Scottish Second Division-Saison 2007/08.
Erste Runde
Die Hinspiele wurden am 1. und 2. Mai 2007 ausgetragen. Die Rückspiele am 5. Mai 2007.
|                 | Gesamt |              | Hinspiel | Rückspiel |
| --------------- | ------ | ------------ | -------- | --------- |
| FC Queen’s Park | 4:1    | FC Arbroath  | 2:0      | 2:1       |
| FC East Fife    | 4:2    | FC Stranraer | 4:1      | 0:1       |

Zweite Runde
Das Hinspiel wurde am 9. Mai 2007 ausgetragen. Das Rückspiel am 12. Mai 2007.
|                 | Gesamt |              | Hinspiel | Rückspiel |
| --------------- | ------ | ------------ | -------- | --------- |
| FC Queen’s Park | 7:2    | FC East Fife | 4:2      | 3:0       |